# Diocesi di Latacunga
La diocesi di Latacunga (in latino: Dioecesis Latacungensis) è una sede della Chiesa cattolica in Ecuador suffraganea dell'arcidiocesi di Quito. Nel 2021 contava 401.960 battezzati su 502.452 abitanti. È retta dal vescovo Geovanni Mauricio Paz Hurtado.

## Territorio
La diocesi comprende la provincia del Cotopaxi.
Sede vescovile è la città di Latacunga, dove si trova la cattedrale di San Giuseppe.
Il territorio è suddiviso in 38 parrocchie.

## Storia
La diocesi è stata eretta il 5 dicembre 1963 con la bolla Novam dioecesim di papa Paolo VI, ricavandone il territorio dall'arcidiocesi di Quito.
Il 27 ottobre 1964 con il breve Rebus in secundis dello stesso papa Paolo VI la Beata Vergine Maria della Mercede detta di Volcán è stata dichiarata patrona principale della diocesi.

## Cronotassi dei vescovi
Si omettono i periodi di sede vacante non superiori ai 2 anni o non storicamente accertati.
- Benigno Chiriboga, S.I. † (5 dicembre 1963 - 3 dicembre 1968 dimesso[3])
- José Mario Ruiz Navas † (5 dicembre 1968 - 6 agosto 1989 nominato vescovo di Portoviejo)
- Raúl Holguer López Mayorga (18 giugno 1990 - 19 febbraio 2003 ritirato)
- José Victoriano Naranjo Tovar (19 febbraio 2003 - 30 novembre 2016 ritirato)
- Geovanni Mauricio Paz Hurtado, dal 30 novembre 2016

## Statistiche
La diocesi nel 2021 su una popolazione di 502.452 persone contava 401.960 battezzati, corrispondenti all'80,0% del totale.
| anno | popolazione | popolazione | popolazione | presbiteri | presbiteri | presbiteri | presbiteri                | diaconi | religiosi | religiosi | parrocchie |
| anno | battezzati  | totale      | %           | numero     | secolari   | regolari   | battezzati per presbitero | diaconi | uomini    | donne     | parrocchie |
| ---- | ----------- | ----------- | ----------- | ---------- | ---------- | ---------- | ------------------------- | ------- | --------- | --------- | ---------- |
| 1966 | ?           | 140.000     | ?           | 48         | 37         | 11         | ?                         |         | 4         | 2         | 27         |
| 1970 | 232.505     | 232.505     | 100,0       | 47         | 35         | 12         | 4.946                     |         | 19        | 76        | 25         |
| 1976 | 212.053     | 235.615     | 90,0        | 50         | 32         | 18         | 4.241                     |         | 25        | 78        | 30         |
| 1980 | 220.000     | 252.000     | 87,3        | 53         | 37         | 16         | 4.150                     |         | 23        | 110       | 33         |
| 1990 | 306.000     | 320.000     | 95,6        | 49         | 32         | 17         | 6.244                     |         | 22        | 100       | 37         |
| 1999 | 377.000     | 396.647     | 95,0        | 48         | 38         | 10         | 7.854                     |         | 14        | 42        | 38         |
| 2000 | 404.595     | 425.890     | 95,0        | 45         | 37         | 8          | 8.991                     |         | 8         | 39        | 39         |
| 2001 | 250.000     | 296.647     | 84,3        | 52         | 41         | 11         | 4.807                     |         | 11        | 85        | 39         |
| 2002 | 250.000     | 276.324     | 90,5        | 54         | 43         | 11         | 4.629                     |         | 11        | 85        | 39         |
| 2003 | 300.000     | 351.000     | 85,5        | 57         | 46         | 11         | 5.263                     |         | 12        | 85        | 39         |
| 2004 | 300.000     | 351.000     | 85,5        | 58         | 47         | 11         | 5.172                     |         | 12        | 85        | 40         |
| 2013 | 318.000     | 362.538     | 87,7        | 51         | 40         | 11         | 6.235                     |         | 13        | 75        | 43         |
| 2016 | 331.126     | 378.865     | 87,4        | 50         | 36         | 14         | 6.622                     | 1       | 18        | 8         | 43         |
| 2019 | 346.000     | 394.700     | 87,7        | 49         | 41         | 8          | 7.061                     |         | 8         | 57        | 42         |
| 2021 | 401.960     | 502.452     | 80,0        | 49         | 48         | 1          | 8.203                     | 2       | 3         | 47        | 38         |